# Des fleurs pour un espion
Pour plus de détails, voir Fiche technique et Distribution.
Des fleurs pour un espion (Le spie amano i fiori) est un film d'espionnage italien écrit et réalisé par Umberto Lenzi (crédité comme Hubert Humphry), sorti en 1966. Il s'agit de la suite de Super 7 appelle le Sphinx, sorti un an auparavant et toujours réalisé par le même réalisateur italien. 

## Synopsis
Agent secret pour le compte des Services Spéciaux britanniques, surnommé « Super 7 »,  Martin Stevens est chargé de retrouver une puissante arme secrète volée, l’Electroscomètre, pouvant neutraliser tout courant électrique dans un large rayon. De plus, il doit impérativement abattre les trois suspects détenteurs de sa formule. Son chef Harriman l'envoie vers un périple qui se déroule à Paris, Genève et Athènes. Lors de son voyage, il rencontre une photographe de presse, Geneviève, qui le seconde dans sa traque. Son seul indice est un message codé : "Les roses bleues sont arrivées ce matin"...

## Fiche technique
- Titre original : Le spie amano i fiori
- Titre français : Des fleurs pour un espion
- Réalisation et scénario : Umberto Lenzi (crédité comme Hubert Humphry)
- Montage : Jolanda Benvenuti
- Musique : Angelo Francesco Lavagnino et Armando Trovajoli
- Photographie : Augusto Tiezzi
- Production : Fortunato Misiano
- Sociétés de production : Romano Films et Leda Films Productions S.L.
- Société de distribution : Romano Films
- Pays d'origine :  Italie
- Langue originale : italien
- Format : couleur
- Genre : film d'espionnage
- Durée : 93 minutes
- Dates de sortie : 
  -  Italie : 12 août 1966
  -  France : 21 décembre 1966
- Affiche : Constantin Belinsky (France)

## Distribution
- Roger Browne (VF : Hubert Noël) : Martin Stevens
- Emma Danieli (VF : Perrette Pradier) : Geneviève Laffont
- Daniele Vargas (VF : Georges Aminel) : Stan Harriman (crédité comme Dan Vargas)
- Marino Masè (VF : Claude Mercutio) : Dick
- Yoko Tani (VF : Katy Vail) : Mei Lang
- Salvatore Borgese : Il Sordo (crédité comme Mark Trevor)
- Fernando Cebrián : Ahmed Murad
- Tullio Altamura (en) (VF : Pierre Leproux) : Greg Danar (crédité comme Tor Altmayer)
- Giovanna Lenzi : la femme qui meurt à la Corrida